# Paul Eising
Paul Eising (* 13. April 1913 in Coesfeld; † 27. April 2001 in Rüsselsheim) war ein deutscher Kommunalpolitiker und ab 1959 Ministerialdirigent im nordrhein-westfälischen Innenministerium. 

## Leben
Nach dem Schulbesuch absolvierte er ein Studium der Rechtswissenschaften. Dem Studium schlossen sich das erste und zweite juristische Staatsexamen an. 1937 wurde er mit einer steuerrechtlichen Arbeit durch die Rechts- und Staatswissenschaftliche Fakultät der Universität Münster zum Doktor der Rechte promoviert. Er war verheiratet und hatte fünf Kinder.
Von 1949 bis 1951 war er Stadtdirektor der Stadt Warendorf, von 1952 bis 1955 Oberkreisdirektor des Landkreises Warendorf und von 1955 bis 1959 Oberkreisdirektor des Landkreises Münster. Ab 1959 war er schließlich Ministerialdirigent im Innenministerium (Kommunalabteilung). In den Ruhestand ging er im Jahre 1977.